# Commissione d'inchiesta sugli abusi su minori
La Commissione d'inchiesta sugli abusi su minori (in inglese Commission to Inquire into Child Abuse o abbreviato in CICA) è una commissione istituita dal governo irlandese il 23 maggio 2000.

## Funzioni
La commissione ha come scopo quello di raccogliere testimonianze di abusi avvenuti su minori dal 1940. Tale limite temporaneo non è rigido, prevedendo la possibilità di spaziare anche in periodi precedenti e successivi sino ai giorni nostri.
Inoltre, studiare le cause che hanno portato a tale fenomeno. Tale studio verrà riportato in una relazione che verrà resa pubblica.

### Tipi di abusi
La commissione studierà in particolare gli abusi di natura fisica, sessuale, psicologica.

## Composizione
La commissione è composta da un magistrato (Sean Ryan), uno psicologo (Fred Lowe), un politico (Marian Shanley), un pedagogo (Edward Tempany) e due assistenti sociali (Anne McLoughlin e Mary Fennessy).

## La relazione
La relazione venne pubblicata il 20 maggio 2009.
Tale documento portò alla luce come vennero commessi frequentemente abusi, sia di natura psicologica, che di natura sessuale. Ciò ha portato, in alcuni soggetti, ad avere gravi problemi di natura psicologica. Inoltre, molte scuole non offrivano il sufficiente cibo ai propri alunni. Ulteriore elemento accertato dalla commissione, fu che le ispezioni effettuate dagli organi competenti non prevedevano quasi mai un colloquio con gli alunni stessi.

## Reazioni
Tale relazione portò l'Irish Times ad affermare come la stessa fosse una grave accusa contro la Chiesa e lo Stato. Amnesty International definì tale relazione come un catalogo delle più grandi violazioni dei diritti umani effettuati in Irlanda.